# Misseröder Kalkrücken
Der Misseröder Kalkrücken ist ein kleiner, bis 424,0 m hoher Höhenzug im Südeichsfeld, etwa 10 Kilometer südlich von Heilbad Heiligenstadt in Thüringen (Deutschland).

## Geographische Lage
Der Misseröder Kalkrücken, ein in Nordwest-Südost-Richtung ziehender Bergrücken, ist etwa 5 Kilometer lang und bis 2,5 km breit. Er liegt im Uhrzeigersinn betrachtet zwischen Geismar im Süden, Sickerode und Wiesenfeld im Westen, Rüstungen im Norden und Ershausen im Südosten. Zentral in einer flachen Mulde liegen die kleinen Ortschaften Lehna und Misserode.

## Naturräumliche Zuordnung
Nach der Einteilung des Handbuches der naturräumlichen Gliederung Deutschlands wird der Misseröder Kalkrücken wie folgt zugeordnet:
- zu (35 Osthessisches Bergland)
  - zu (358 Unteres Werrabergland)
    - 358.5 Rosoppe-Frieda-Bucht
      - 358.51 Misseröder Kalkrücken

Entsprechend der alternativen Einteilung der Thüringer Landesanstalt für Umwelt und Geologie (TLUG) wird er zur Einheit Werrabergland–Hörselberge gerechnet.

## Geologie und Landschaftsbild
Der Misseröder Kalkrücken bildet innerhalb der Buntsandsteinlandschaft des Rosoppe-Frieda-Hügellandes einen eigenen Naturraum. Entlang der Eichenberg–Gotha–Saalfelder Störungszone kam es hier zu einer Ausbildung mehrerer paralleler Störungen aus Kalkstein, durchsetzt mit verschiedenen Gesteinen (unter anderem Schluff- und Tongesteine). Ein Steinbruch bei Misserode soll als geologisches Naturdenkmal zur Darstellung der geologischen Struktur der Störungszone vorgeschlagen werden.
Die zahlreichen Bergkuppen (daher auch die Bezeichnung Lehnsche Köpfe) und steileren Stufenränder   sind bewaldet, die zentrale Mulde und die flacheren Hänge werden landwirtschaftlich genutzt.
Der kleine Höhenzug trennt den flacheren nördlichen Teil des Rosoppe-Frieda-Hügellandes vom bergigen Südteil und ist Teil des Südeichsfelder Hügellandes.

## Berge
Zu den Bergen gehören der Höhe nach:
- Siebertsburg (424,0 m) und
  - Wolkenberg (415,8 m), südöstlich von Rüstungen
- Thomaskopf (390,5 m), südlich von Rüstungen
- Sickeröder Berg (386,4 m) und
  - Lichtberg (385,8 m) nördlich von Sickerode
- Winterberg (ca. 370 m) mit Paulitzkopf (372,3 m) südwestlich von Ershausen
- Roßberg (369,3 m), nordwestlich von Geismar

## Gewässer
Eingegrenzt wird der Kalkrücken von folgenden Zuflüssen der Frieda:
- Rode im Westen und Südwesten
- Krombach im Osten
- Rosoppe im Südosten

Im Norden begrenzt der Hüneberg (452 m) des Oberen Eichsfeldes den Bergrücken. Er wird durch eine flache Mulde, mit einem nach Nordwesten der Rode und einem nach Südosten der Rosoppe zufließenden Bach (Tiefenbach), in eine südwestliche und eine nordöstliche Bergkette geteilt.

## Siebertsburg
Der Name der bewaldeten Bergkuppe leitet sich von der Burg eines Sigibert ab. Ob auf dem Berg eine Burg bestanden hat, ist nicht nachweisbar, es gibt weder archäologische, noch urkundliche Belege.